# Congregazione della stamperia vaticana
La Sacra Congregazione della stamperia vaticana, ufficialmente in latino Congregatio pro typographia vaticana, era un organismo della Curia romana, oggi soppresso.

## Storia
Papa Sisto V creò questo dicastero con la bolla Immensa Aeterni Dei il 22 gennaio 1588 con lo scopo di potenziare la stamperia già installata in Vaticano da Pio IV, aggiungendovi nuovi caratteri anche orientali e chiamando a servizio il celebre umanista Paolo Manuzio. Proprio con Sisto V la stamperia assunse un compito più prettamente religioso preoccupandosi di stampare tutti i testi sacri approvati dalla Chiesa cattolica ed, in particolare, le opere di Sant'Ambrogio che erano state curate proprio dal pontefice in persona.
Paolo V (1605-1621) soppresse la congregazione per accorparla alla Stamperia Camerale.

## Fonti
- Gaetano Moroni, Dizionario di erudizione storico-ecclesiastica, vol. XVI, Venezia 1842, p. 146